# 구시로 해역 지진
쿠시로 해역 지진(일본어: 釧路沖地震)은 1993년 1월 15일 일본 홋카이도 구시로시 해역에서 일어난 지진이다. 지진 규모는 M7.5. 이 지진은 진원의 깊이가 101km라는 심발지진였다. 이 지진으로 구시로시에서 진도6을 관측했다.

## 진도
진도4 이상을 관측한 지역은 다음과 같다.
| 진도 | 도도부현   | 시정촌                                             |
| ---- | ---------- | -------------------------------------------------- |
| 6    | 홋카이도   | 구시로시                                           |
| 5    | 홋카이도   | 우라호로정 오비히로시 히로오정                     |
| 5    | 아오모리현 | 하치노헤시                                         |
| 4    | 홋카이도   | 하코다테시 오타루시 무로란시 도마코마이시 네무로시 |
| 4    | 아오모리현 | 아오모리시 무쓰시                                  |
| 4    | 이와테현   | 미야코시 오후나토시 모리오카시                     |
| 4    | 미야기현   | 이시노마키시                                       |
| 4    | 후쿠시마현 | 이와키시                                           |

## 같이 보기
- 일본의 지진 목록